# Lỗ tử Ban
Lỗ Ban (chữ Hán: 魯般; trị vì: 662 TCN), tên thật là Cơ Ban (姬般), là vị vua thứ 17 của nước Lỗ – chư hầu nhà Chu trong lịch sử Trung Quốc.
Cơ Ban công là con của Lỗ Trang công – vua thứ 16 nước. Mẹ ông là Mạnh Nhâm. Năm 662 TCN, Lỗ Trang công mất, Cơ Ban lên nối ngôi.
Người chú Cơ Ban là Khánh Phủ muốn tranh ngôi với ông, liên kết với một người chú khác là Thúc Nha chống lại ông.
Khi chưa lên ngôi, Cơ Ban từng có thù với Ngữ nhân tên là Lạc. Lỗ Trang công khuyên ông nên giết Lạc để trừ hậu họa nhưng ông không nghe theo.
Mẹ kế Cơ Ban là Ai Khương (con gái Tề Tương công) thông dâm với chú Khánh Phủ. Hai người bàn nhau lập người em ông - con của em Ai Khương (Thúc Khương) - là công tử Khải lên ngôi, do đó Khánh Phủ dự định giết ông.
Cơ Ban vừa lên ngôi được 2 tháng thì bị chú là công tử Khánh Phủ sai Lạc giết chết tại nhà mẹ là Đảng Thị. Ông chỉ làm vua được 2 tháng.
Khánh Phủ lập công tử Khải lên ngôi, tức là Lỗ Mẫn công.